# Marama Teururai
Teriifa'atau Marama, né le 17 décembre 1851 à Fare et mort le 7 juin 1909 à Tefareri'i, est un prince polynésien, membre de la famille royale de Huahine. Il est ministre du royaume de Huahine et Maia'o de 1884 à 1895.

## Famille
Marama, prince royal, est le troisième enfant et premier fils du roi Ari'imate et de son épouse, la future reine Teha'apapa II de Huahine.
Il est le frère de deux souverains polynésiens : le roi Tamatoa VI de Raiatea-Tahaa, et la reine rebelle Teuhe I de Huahine.
Par son mariage, il est le beau-frère de Teuruarii IV, dernier souverain de Rurutu.

## Mariages et descendances
En 1877, il épouse en premières noces Tetuamarama a Te-u-ru-ari'i, fille aînée du roi de Rurutu. Il divorce de sa première femme pour épouser en 1907 Tetuanuimarama a Tati, veuve de son frère cadet l'ex-roi Tamatoa VI et fille d'un chef de Tahiti.
Du mariage de Marama et de Tetuamarama de Rurutu naissent huit enfants :
- Teha'apapa III de Huahine, dernière reine de Huahine (1893-1895, elle eut une nombreuse postérité).
- Teanuinuiata Teururai (née le 13 juillet 1881 à Tefareri'i, décédée le 6 novembre 1940 à Maro'e), princesse de Huahine, qui épouse Tetau a Teiho. De leur union sont issus neuf enfants légitimes.
- Amaiterai Teururai, prince de Huahine, décédé à l'âge d'un an.
- Puarai, prince de Huahine, né en 1884 et décédé en 1950, sans descendance.
- Teriiteporouarai : prince de Huahine, né en 1885 et décédé en 1902, sans descendance.
- Tamataurarii: princesse de Huahine, née en 1886 et décédée en 1902, sans descendance.
- Teriihoatapuiterai : princesse de Huahine, décédé enfant.
- Tetua-marama Teururai (née le 2 juillet 1889, décédée le 17 janvier 1919), princesse de Huahine, épouse Farani a Pa'a Tiatia. Cinq enfants légitimes sont issus de leur union.

## Biographie
Héritier du trône, il est appelé à devenir roi de Huahine.
Cependant, il renonce au titre suprême au profit de sa fille aînée.
Il succède en 1884 dans la fonction de premier-ministre du royaume, poste occupé jusqu'alors par son jeune frère devenu roi de Raiatea en 1884.
Premier-ministre, il exerce parfois la régence en l’absence de sa mère, la reine Teha'apapa II et à partir de 1893 agit en tant que régent de sa fille la reine Teha'apapa III, alors mineure.
En réalité, Marama pouvait prétendre aux trônes de Huahine et Raiatea à la fois. Toutefois, on ne pouvait envisager l'union de ces deux trônes sous un même sceptre, et, c'est pourquoi il a été convenu que son frère cadet hériterait du trône de Raiatea.
Il est le personnage principal de l'annexion du royaume de Huahine et Maia'o à la France. C'est en 1895 que le régent, au nom de la reine Tehaapapa, et les principaux chefs du royaume remettent entièrement leurs pouvoirs et attributions en faveur de la France dans un traité d'abdication en date du 15 septembre de la même année.
Après l'annexion, il est élu chef à Tefareri'i, fonction qu'il garde jusqu'à sa mort.

## Titres
Les titres qu'il a porté au cours de son existence sont:
- 17 décembre 1851 - 18 mars 1852 Son Altesse le prince Tefaatau
- 18 mars 1852 - 18 mars 1884 Son Altesse le prince héritier Tefaatau de Huahine

Lors de son mariage, il porte le nom de Marama
- 1877 - 18 mars 1884 Son Altesse le prince héritier Tefaatau Marama de Huahine
- 18 mars 1884 - 15 septembre 1895 Son Altesse le Ministre-régent Marama

Abolition de la monarchie en 1895
Après l'abolition de la monarchie, il garde à titre personnel son titre de prince.
- 15 septembre 1895 - 7 juin 1909 Son Altesse le prince Marama Teururai

## Sources
- Tahiti, les temps et les pouvoirs. Pour une anthropologie historique du Tahiti post-européen, Paris, ORSTOM, 543 p., Jean-François BARE.
- Trois ans chez les Canaques. Odyssée d'un Neuchâtelois autour du monde. Lausanne, Payot & C° Éditeurs, 342p., Eugène HANNI.
- Tahiti aux temps anciens (traduction française de Bertrand Jaunez, Pars, Musée de l'Homme, Société des Océanistes, 671p. (édition originale Ancient Tahiti, Honolulu 1928) de Teuira Henry.
- La lignée royale des Tamatoa de Ra'iatea (îles Sous-le-Vent), Papeete, ministère de la Culture, 229 p., B.SAURA.
- Huahine aux temps anciens, Cahiers du Patrimoine [Savoirs et traditions] et Tradition orale, B.SAURA, édition 2006.
- Chefs et notables au temps du protectorat: 1842 - 1880, Société des Études Océaniennes, Raoul TEISSIER, réédition de 1996.